# کارها و روزها
کارها و روزها (یونانی باستان: Ἔργα καὶ Ἡμέραι) شعری مبتنی بر مبانی‌گرایی اثر هزیود است که دارای حدود ۸۰۰ سطر است و احتمالاً در حدود ۷۰۰ سال پیش از میلاد مسیح سروده شده‌است. هستهٔ کلی این منظومه، وصف زندگی کشاورزان است و حکم اندرزنامه‌ای را خطاب به پرسئوس دارد.